# Гай Порций Катон (трибун 56 пр.н.е.)
Гай Порций Катон (на латински: Gaius Porcius Cato) е политик на късната Римска република през 1 век пр.н.е. Произлиза от плебейската фамилия Порции, клон Катон.
През 56 пр.н.е. Катон e народен трибун с още девет колеги.